# Johanna Almgren
Johanna Almgren (* 22. März 1984 in Borås) ist eine schwedische Fußballspielerin. Die Mittelfeldspielerin läuft seit 2005 für Kopparbergs/Göteborg FC in der Damallsvenskan auf.
Johanna Almgren kam über die Stationen Borås GIF, Byttorps IF und Bälinge IF zum Göteborg FC. Ihr Debüt in der schwedischen Fußballnationalmannschaft der Frauen gab sie am 24. September 2005 beim 6:0-Sieg über Belarus. Zuvor durchlief die Mittelfeldspielerin bereits weitere schwedische Jugendauswahlmannschaften wie die U-17-, die U19- und die U21-Auswahl. Almgren nahm an den Olympischen Spielen 2008 in Peking und den Spielen 2012 in London teil und belegte die Plätze sechs und sieben.